# Adam Pearson
Adam Pearson (ur. 6 stycznia 1985 w Londynie) − brytyjski aktor filmowy, prezenter telewizyjny i działacz społeczny. Znany z roli w filmie Pod skórą (2013) Jonathana Glazera. Cierpi na nerwiakowłókniakowatość i był zaangażowany w programy pomocy społecznej, mające na celu zapobieganie znęcania się nad osobami z deformacjami.

## Wczesne życie

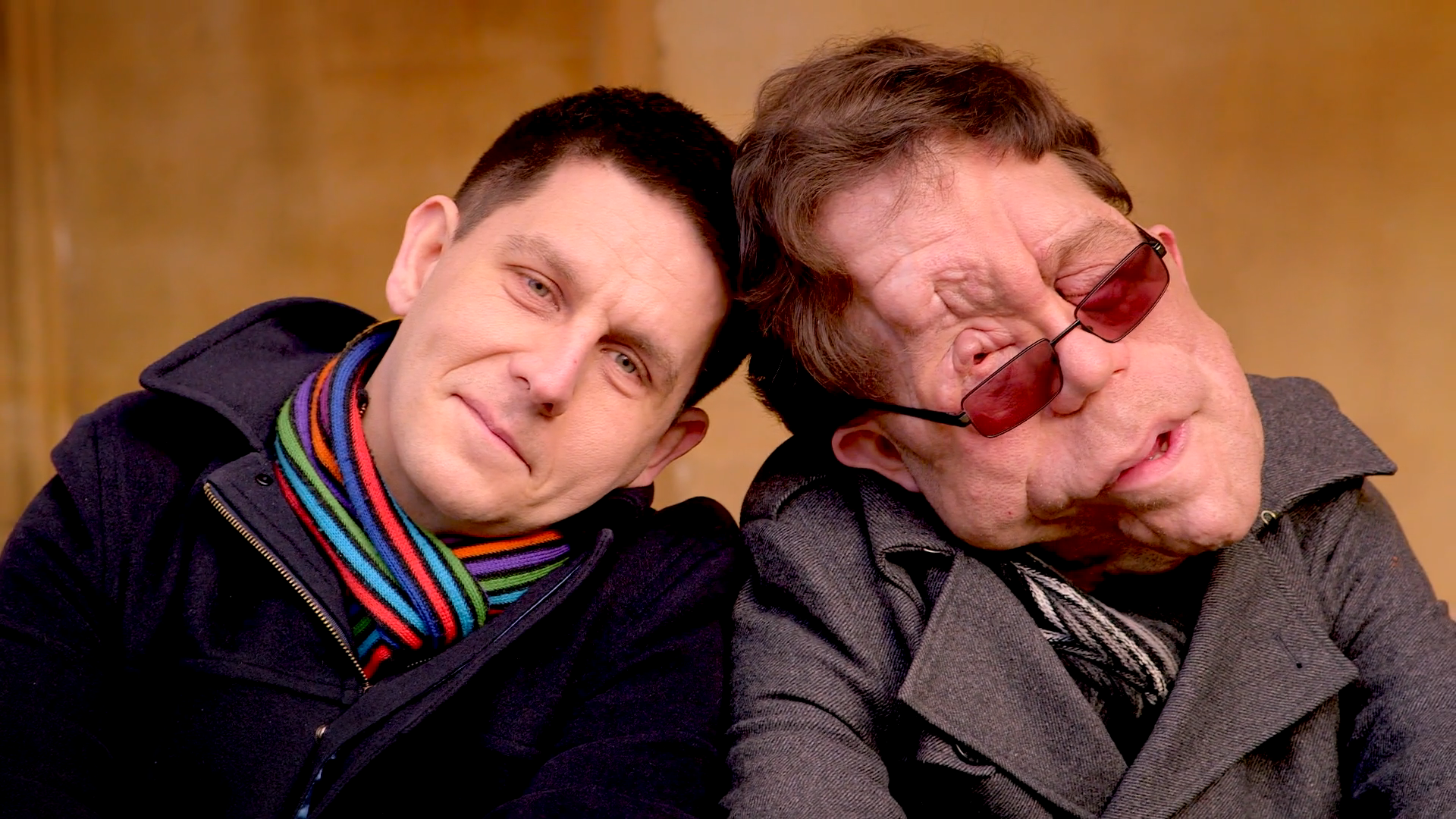
Adam Pearson (po prawej) i jego brat bliźniak Neil (po lewej) z odcinka Horizon My Amazing Twin.

Adam Pearson urodził się w 1985 roku wraz ze swoim identycznym bratem bliźniakiem Neilem. Po tym, jak w wieku pięciu lat uderzył się w głowę, powstały guz utrzymywał się, zamiast goić. Zdiagnozowano u niego nerwiakowłókniakowatość typu I, choroba, która powoduje wzrost guzów nienowotworowych na tkance nerwowej. Pomimo że zarówno Neil, jak i jego brat Adam mają tę chorobę, objawia się ona między nimi w bardzo odmienny sposób.
Pearson przez całe życie był ofiarą znęcania się.

## Kariera
Pearson ukończył naukę na Uniwersytecie w Brighton na wydziale zarządzania przedsiębiorstwem. Pracował na różnych stanowiskach produkcji telewizyjnych dla BBC i Channel 4, w tym przy programach Niedatowani i Beauty and the Beast. 
W 2013 roku został obsadzony u boku Scarlett Johansson w filmie Jonathana Glazera Pod skórą. Powiedział, że ma nadzieję, że ta rola podważy stygmatyzację, z którą się mierzą oszpeceni ludzie. Pracował jako researcher dla BBC i Channel 4, zanim został prezenterem w pierwszym serialu Beauty and the Beast: the Ugly Face of Prejudice na kanale Channel 4. Był także jednym z członków zespołu deweloperskiego Beauty and the Beast i konsultował holenderską wersję serii.
Pearson pracował nad wszystkimi pięcioma seriami The Undateables dla kanału Channel 4, szukając odpowiednich ludzi do castingu. Prezentował filmy dokumentalne BBC Three, Adam Pearson: Freak Show i The Ugly Face of Disability Hate Crime, a także wystąpił jako reporter w serialu Tricks of the Restaurant Trade  na kanale Channel 4.
Pearson został nominowany jako brytyjski prezenter dokumentalny roku podczas Grierson Awards w 2016 roku.
Adam Pearson jest stałym rozmówcą i okazjonalnym gospodarzem gościnnym w The Bedtime Babble On, audycji radiowej nadawanej w Spark Sunderland w dni powszednie od 22:00. 
W 2025 ujawniono, że Adam Pearson zagra rolę Josepha Merricka w filmie na podstawie sztuki Człowiek-słoń (ang. The Elephant Man) Bernarda Pomerance'a, jako pierwszy w historii niepełnosprawny odtwórca roli tej postaci. Zdjęcia do filmu mają się rozpocząć wiosną 2026 roku, a scenarzystą ma być Moby Pomerance, syn twórcy sztuki. 

## Filmografia
| Rok       | Tytuł                              | Rola                   | Uwagi                                                                   |
| --------- | ---------------------------------- | ---------------------- | ----------------------------------------------------------------------- |
| 2013      | Pod skórą                          | Zdeformowany mężczyzna |                                                                         |
| 2015      | Oddity                             | Andrew Galveston       | Krótki film. Zwycięzca Najlepszego Filmu 2015 w Cheltenham Film Society |
| 2015      | Rodentia                           | Hermes                 | Krótki film                                                             |
| 2015–2018 | Tricks of the Restaurant Trade     | samego siebie          | Serial telewizyjny                                                      |
| 2016      | Horizon                            | samego siebie          | Odcinek „My Amazing Twin” wyemitowany na BBC 2, 26 sierpnia 2016        |
| 2017      | DRIB                               | samego siebie          |                                                                         |
| 2019      | Chained for Life (film 2019)       | Rosenthal              |                                                                         |
| 2019      | Eugenika: największy skandal nauki | samego siebie          | Serial telewizyjny dla BBC Four                                         |